# 劉景烈
劉景烈（1879年—？），字晓愚，江西贛州人。中國清末民初政治人物。

## 生平
他曾為南潯鐵路坐班總理。中國第三批留日陸軍遊學生，於1901年左右東渡日本，1904年9月畢業。回國後曾任江西諮議局議員、資政院議員。
1912年2月，前江西諮議局議員劉景烈被選為江西臨時議會議長，同時當選的還有宋育仁、陳鴻鈞，為副議長職。